# Centropogon pinguis
Centropogon pinguis är en klockväxtart som beskrevs av Franz Elfried Wimmer. Centropogon pinguis ingår i släktet Centropogon och familjen klockväxter. Inga underarter finns listade i Catalogue of Life.